# Eryngium tricuspidatum
Eryngium tricuspidatum là một loài thực vật có hoa trong họ Hoa tán. Loài này được L. mô tả khoa học đầu tiên năm 1756.

## Hình ảnh

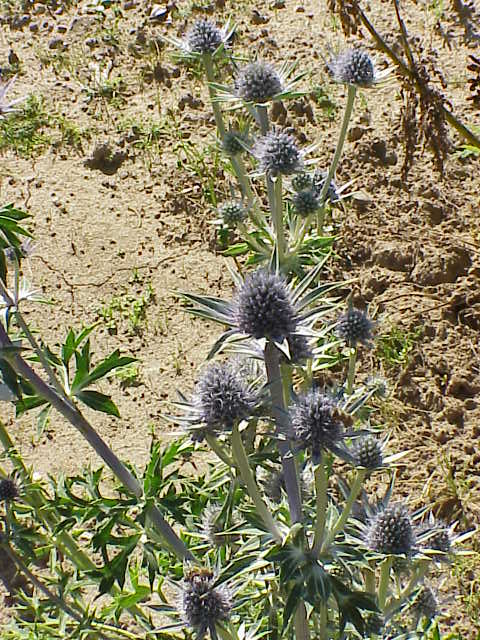